# Scalesia microcephala
Scalesia microcephala é uma espécie de planta com flor, da família Asteraceae.
Apena pode ser encontrada no Equador

## Fonte
- Tye, A. 2000. Scalesia microcephala. 2006 IUCN Red List of Threatened Species.  Downloaded on 20 July 2007.